# Michail Artemjewitsch Kusnezow
Michail Artemjewitsch Kusnezow (russisch Михаил Артемьевич Кузнецов; * 25. Februar 1918 in Bogorodsk, RSFSR; † 23. August 1986 in Moskau, UdSSR) war ein sowjetischer Theater- und Film-Schauspieler.

## Laufbahn
Kusnezow wurde im heutigen Noginsk geboren, nach dem frühen Tod des Vaters zog die Familie in das Dorf Tichrezk am Don, wo Verwandte der Mutter lebten. Michail besuchte dort die Schule und sammelte erste Schauspielerfahrungen. In den 1930er Jahren kehrten die Kusnezows nach Noginsk zurück. Kusnezows Berufsleben begann als Dreher in einer Fabrik, ehe er ins Studio von Konstantin Stanislawski wechselte und dort 1941 den Abschluss erwarb. Von 1945 bis 1950 trat er beim Moskauer Staatstheater der Kinodarsteller auf. Danach stand er bis in die 1960er Jahre hinein als Darsteller beim Kiewer Kinostudio unter Vertrag, und spielte anschließend für verschiedene Produktionsstätten, z. T. auch in den Unionsrepubliken.
Sein Filmdebüt gab er bereits 1940 als Hauptdarsteller in dem Melodram Приятели (Prijateli), eine ähnliche Rolle folgte 1942 mit Машенька (Maschenka). Darüber hinaus stellte Kusnezow bis kurz nach Kriegsende v. a. Militärangehörige dar, darunter auch Fjodor Basmanow in Iwan der Schreckliche I (1944). Sergei Eisenstein, der Regisseur des Historienfilms, verglich das Äußere seines Darstellers mit dem Giuliano di Medicis in Sandro Botticellis Porträt. Kusnezow trat bis an sein Lebensende regelmäßig als Darsteller in Erscheinung, darunter oftmals in Hauptrollen. Er spielte weiterhin häufig Armee- und Marineangehörige, darunter mit Michail Kutusow in dem Zweiteiler Багратион (Bargation, 1985) auch noch einmal eine historische Persönlichkeit. Die Hauptfigur in Mein Freund der Matrose (1956) bezeichnete Kusnezow als seine liebste. Im Fernsehen war er in drei Folgen der Miniserie Россия молодая (Rossija molodaja, 1981) in der Rolle eines Woiwoden zu sehen. Darüber hinaus stand der dunkelhaarige Mime zweimal für Alexander Rou vor der Kamera und lieh in dessen letztem Film, Der Hirsch mit dem goldenen Geweih (1973), der Titelfigur seine Stimme. Außerdem wirkte er an sieben weiteren Werken als Synchronsprecher mit, erstmals 1952 für Iwan Perewersew in Покорители вершин (Pokoriteli werschin) und zuletzt in dem philippinischen Krimi Kill the Pushers (1972).
In Без вести пропавший (Bes westi propawschi, 1956) und Свадебные колокола (Swadebnyje kolokola, 1967) gab er neben seiner darstellerischen Leistung auch Gesangseinlagen. Das Lied Караван птиц (Karawan ptiz) aus Erstgenanntem lief mit Erfolg im Radio und Kusnezow unternahm daraufhin auch Konzertreisen.

## Privates
Beim Dreh zu Der Luftfuhrmann (1943) lernte Kusnezow Ljudmila Wassiljewna Schabalina, seine erste Frau, kennen. Beide heirateten noch 1943.
Die zweite Ehe ging er 1947 mit Wiktorija Germanowna Germanowa, seiner Filmpartnerin in Наше сердце (Nasche serdze, 1946) ein, die nach der Hochzeit auch seinen Namen trug. Noch im Jahr der Eheschließung wurde ihre Tochter Walentina geboren.
Wiktorija Kusnezowa starb im April 1985, ihr Ehemann folgte ihr im darauf folgenden Jahr. Seine Urne wurde neben der seiner Frau auf dem Wwedenskoje-Friedhof, Abschnitt 23, beigesetzt.
Er war der Cousin des Schauspielers Anatoli Kusnezow.

## Ehrungen
1952 erhielt Kusnezow für seine Rolle in Gesprengte Fesseln den Stalinpreis erster Klasse. Er war außerdem Träger der Titel Verdienter Künstler der Ukrainischen SSR (1955), Volkskünstler der RSFSR (1964) und des Ehrenzeichens der Sowjetunion.

## Filmografie (Auswahl)
- 1943: Der Luftfuhrmann (Wosduschny iswostschik)
- 1944: Iwan der Schreckliche I (Iwan Grosny)
- 1947: Im Namen des Lebens (Wo imja schisn)
- 1951: Goldener Sommer (Schtschedroje leto)
- 1951: Gesprengte Fesseln (Taras Schewtschenko)
- 1953: Unzertrennliche Freunde (Neraslutschnyje drusja)
- 1954: Marinas Schicksal (Sudba Mariny)
- 1954: Im fernen Hafen (Komandir korablja)
- 1954: Im Eismeer verschollen (Morje studjonoje)
- 1956: Mein Freund der Matrose (Matros Tschischik)
- 1956: Dragozenny podarok
- 1958: Iwan der Schreckliche II (Iwan Grosny)
- 1958: Piraten vor Taiwan (Tscheswytschainoje proisschestbije)
- 1959: Die verzauberte Marie (Marija-Iskysniza)
- 1963: Der silberne Trainer (Serebrjany trener)
- 1964: Das blaue Heft (Sinjaja tetrad)
- 1965: Kreuzer Aurora (Salp Awrory)
- 1976: Wiederholte Hochzeit (Powtornaja swadba)
- 1979: Wenn ich ein Riese wär (Kogda ja stanu welikanom)
- 1982: Das Geschenk des Emirs (Sluscha otetschestwu)
- 1983: Erwachen (Probuschdenije)